# Paranóia
Paranóia è un film del 1977 diretto da Antonio Calmon.

## Trama
In un sobborgo di San Paolo, quattro ladri entrano in una casa e terrorizzano tutta la famiglia.